# Первоцвет мелкозубчатый
Первоцве́т мелкозу́бчатый или примула мелкозу́бчатая (лат. Prímula denticulata) — многолетнее травянистое растение из рода Первоцвет.
Родина растения — Гималаи, горы Юго-Восточной Азии и Афганистана, Китай (Сычуань, Юньнань) и Индокитай (Бирма), Индийский субконтинент (Индия: Аруначал-Прадеш, Химачал-Прадеш, Джамму и Кашмир, Ладакх, Уттар-Прадеш; Сикким, Непал, Пакистан).

## Названия
Синонимы: Первоцвет зубчатый, Примула мелкозубчатая, Примула зубчатая.
Названия на других языках: англ. drumstick primula, нем. Kugelprimel, фр. primevère sphérique.

## Ботаническое описание

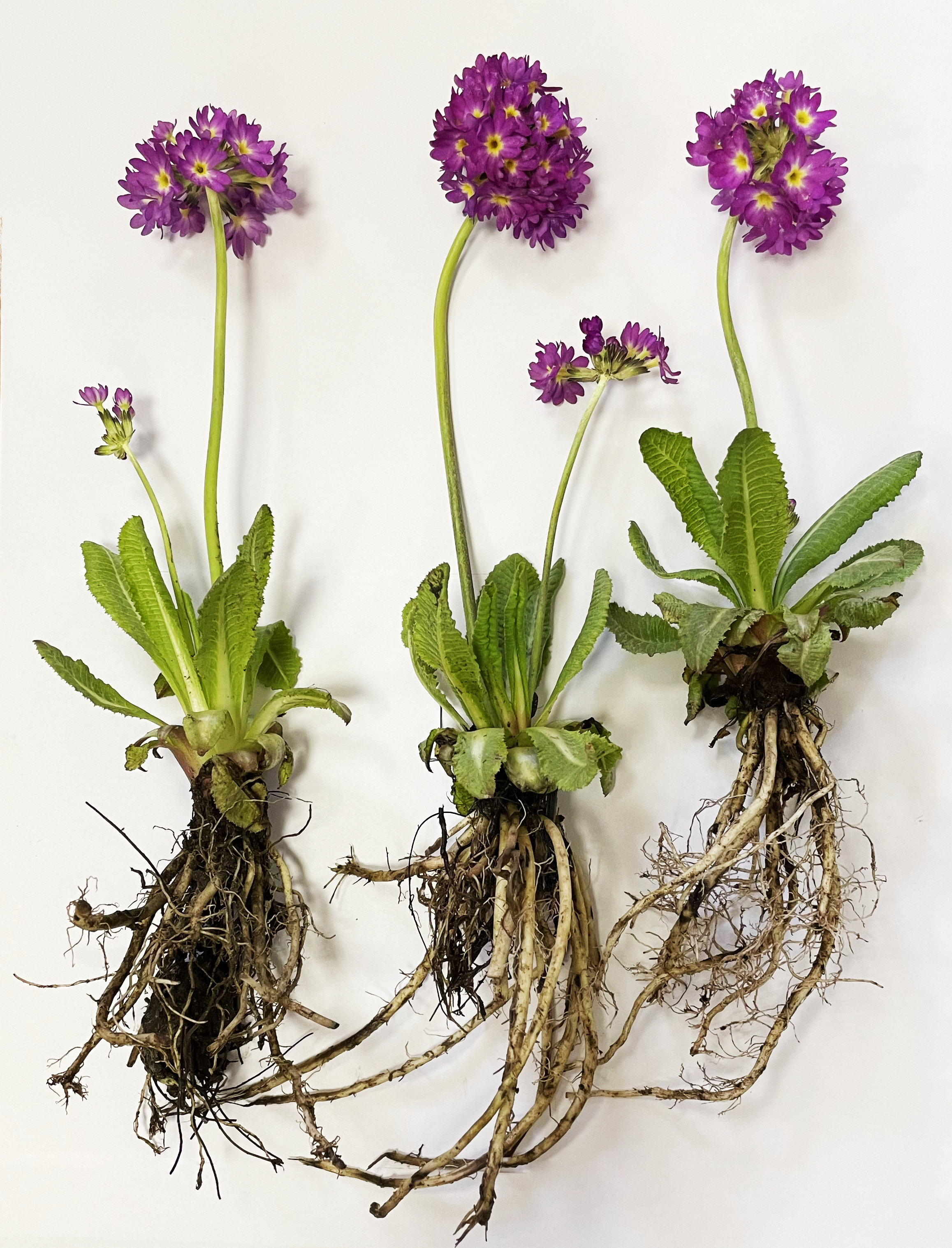

Многолетнее травянистое листопадное растение. В дикой природе чрезвычайно изменчиво по размеру. Достигает 30 см в высоту и в поперечнике. 

### Вегетативная система

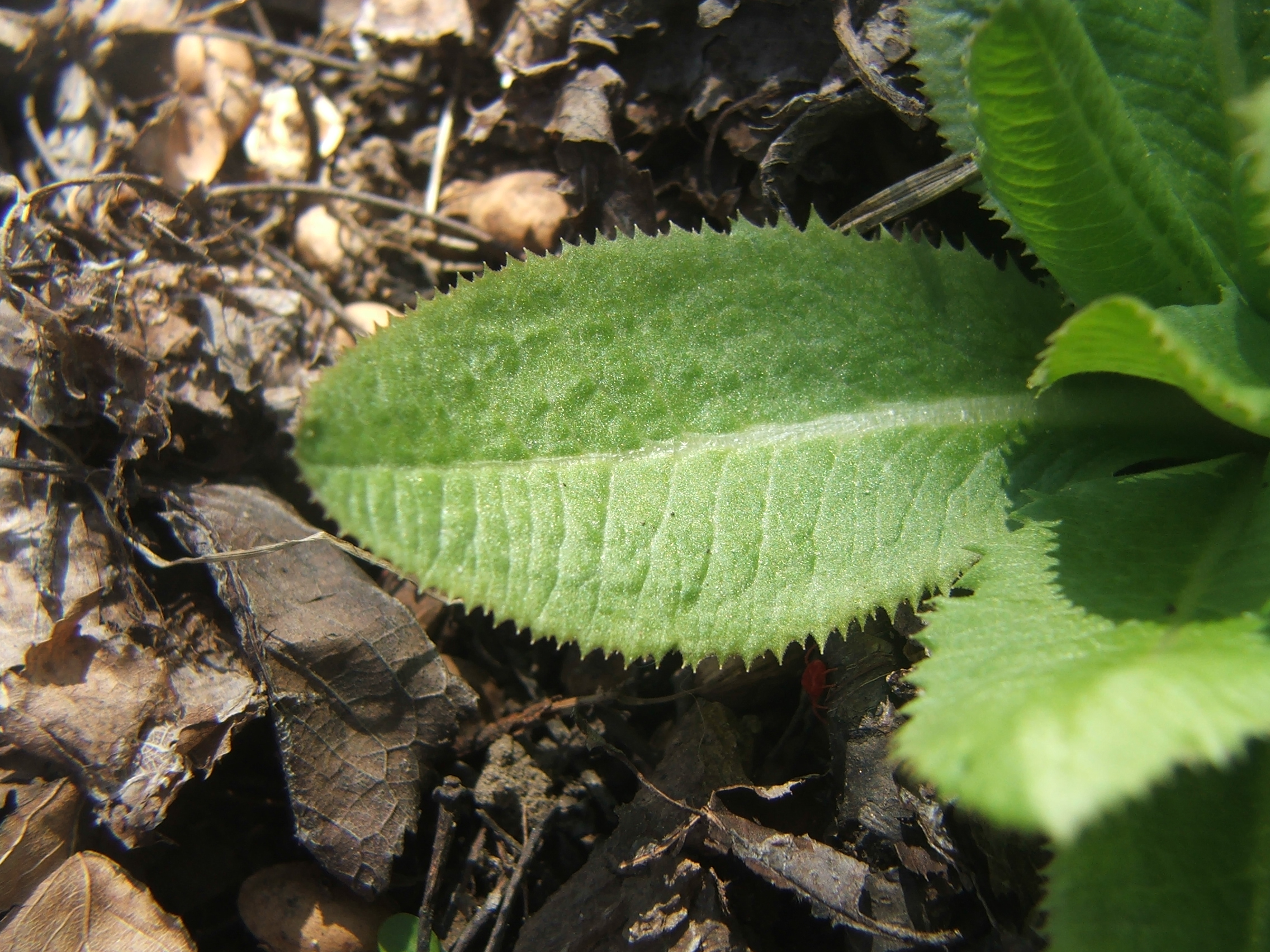
Лист

Листья собраны в прикорневой розетке и имеют ширококрылый черешок, который нечетко определяется от листовой пластинки почти до длины листовой пластинки. Листовая пластинка простая, широкая, продолговато-овальная обратноланцетная. Длина листовой пластинки вначале от 3 до 15 см и вырастает до 20–40 см в стадии плодоношения. Основание пластинки сужается к черешку, верхний конец закругленный или тупой. Край листа зазубренный.
Листовая поверхность морщинистая, слабо волосисто-опушенная с одноклеточными волосками или голая, с мучнистым налетом с обратной стороны.
Нижняя эпидерма густо покрыта трихомами двух видов: простые и железистые головчатые. Анатомическая структура листа отражает специализацию Primula denticulata к условиям высокогорий. Признаки мезоморфной структуры листовой пластинки заключаются в наличии мясистых, дорсовентральных листьев (с развитыми примерно в равной степени палисадной и губчатой паренхимой, ксилемой и флоэмой), а также крупных устьиц и гидатод. 

### Генеративная система

Диаграмма цветка

Опушенно-волосистый или голый стебель соцветия (цветонос) высотой от 5 до 30 см во время цветения и удлиняется до 45 см к зрелости плодов; верхняя половина может быть мучнистой.
Цветоножки длиной от 1 до 5 мм, обычно красные у основания.
Пять чашелистиков длиной от 5 до 10 мм срастаются в узкую колоколообразную форму максимум на половину своей длины. 
Чашечка до 10 мм в диаметре, мучнистая, иногда пурпурная со слабыми полосками. Пять зубцов чашечки, часто окрашенные в пурпурный цвет, имеют продолговато-ланцетную форму и припудрены или имеют крошечные железы
Цветки гермафродитные радиально-симметричные, пятизубчатые с двойным околоцветником. Терминальные (верхушечные) цветки соцветия раскрываются и являются фертильными. Венчик состоит из пяти лепестков, обычно от сиреневого до бледно-лилового в дикой природе, от тёмно-фиолетового до синего, красного, розового или белого в культуре. Трубка венчика от 0,8 до 1,2 см. Трубка в два раза больше чашечки. Ущелье короны имеет диаметр от 1 до 2 см и жёлтый глазок. Пять обратнояйцевидных долей короны имеют глубокую кайму.  
Присутствует только внутренний круг с пятью тычинками. 
Как у большинства представителей рода, у примулы мелкозубчатой наблюдается диморфная гетеростилия — присутствую два типа цветков: 
- длинностолбчатый цветок (pins) — столбики пестиков длиной от 6 до 7 мм, тычиночные нити длиной около 6 мм, около 15% длинностолбчатых цветков самофертильны[2],
- короткостолбчатый цветок (thrums) — столбики пестиков от 1,5 до 2 мм, тычиночных нити длиной около 3 мм, все короткостолбчатые цветки самостерильны.

Верхние цветки соцветия открываются и фертильны. 
Цветки собраны в плотное шаровидное соцветие — головку, диаметром до 10 см. . 
Плод — почти шаровидная коробочка, короче чашечки и содержит много семян. 
Семена мелкие и лёгкие. По видимому, могут переноситься ветром на значительные расстояния, а удлинение цветоносов в период плодоношения является приспособлением к анемохории. 

### Генетика
Число хромосом 2n = 22.

### Биология

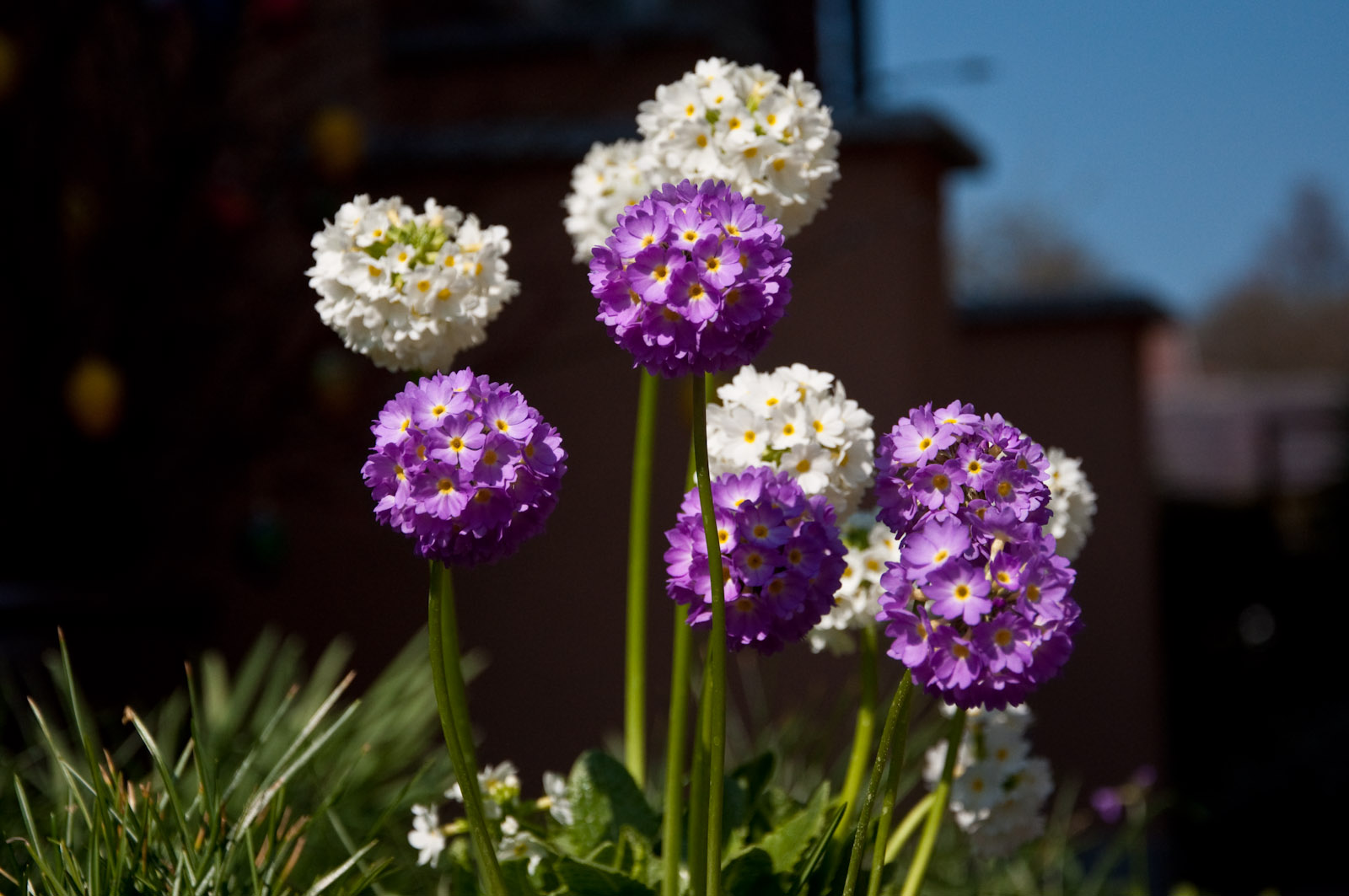
Высокие стебли соцветий и шаровидные соцветия

Весенне-летне-осеннезеленое растение. Листья отмирают в конце вегетационного сезона, однако отмечена поливариантность развития. 
Анатомические признаки структуры листа Primula denticulata характеризуют его как вид, довольно пластичный по отношению к фактору увлажнения. Наличие гидатод способствует выведению капельно-жидкой влаги в условиях повышенного увлажнения, а развитая система трихом и устьиц на нижней эпидерме позволяет адаптироваться к условиям временной недостаточной влагообеспеченности, особенно в условиях низких температур.
Цветение в условиях средней полосы России — в апреле-мае, в условиях Западной Европы — с марта по апрель, в Гималаях — с марта по мая или июня, продолжительность цветения 30–40 дней. Опыление осуществляется насекомыми (энтомофил). 
Семена Primula denticulata следует отнести к светочувствительным: всхожесть на свету превосходила в 1,6–1,8 (2,1) раза аналогичные показатели в темноте.

## Ареал

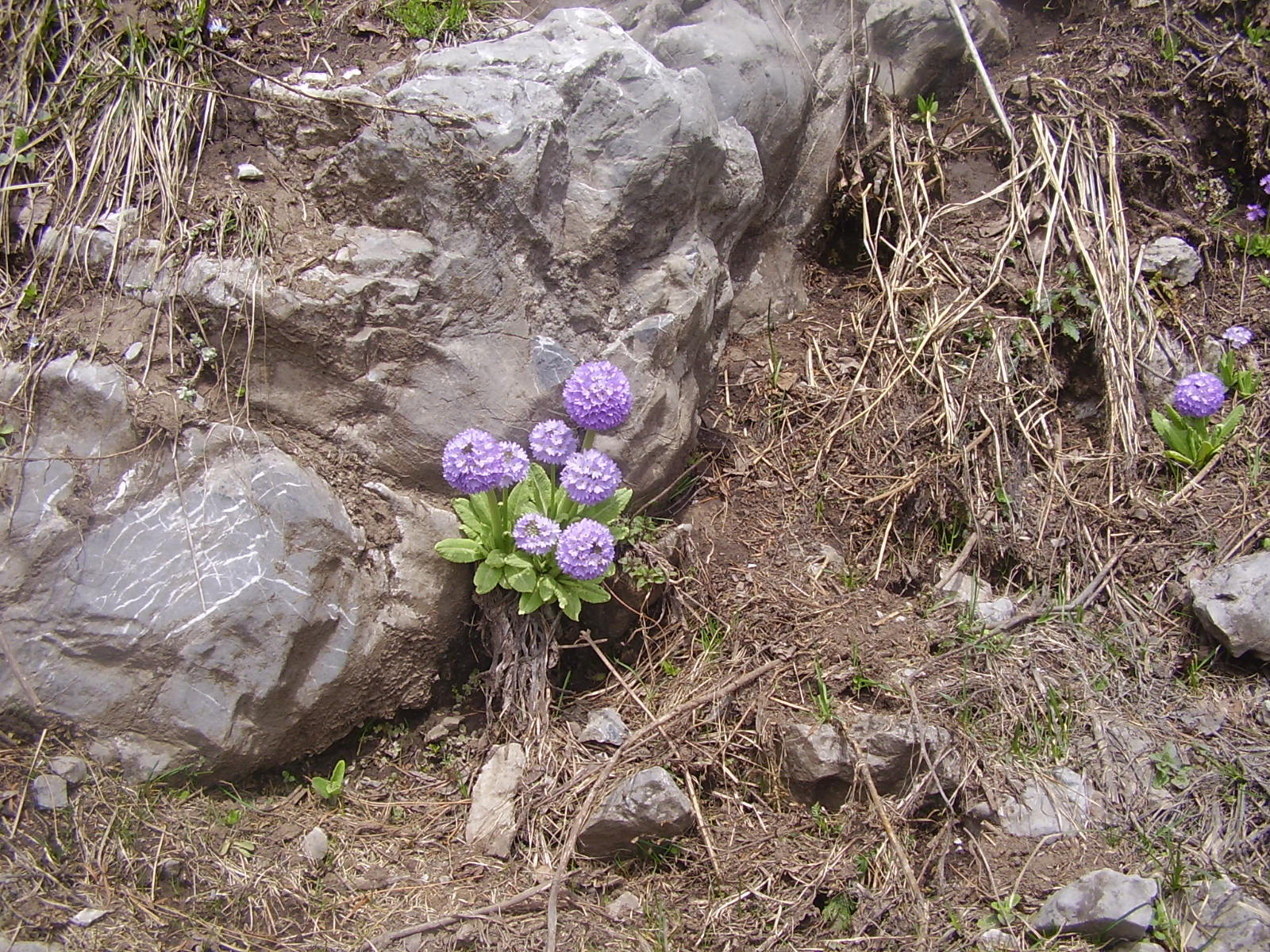
Примула в горах Мукешпури, Хайбер-Пахтунхва, Пакистан

По всей территории Гималаев, охватывая весь ареал секции; от восточного Афганистана в Гиндукуше, северном Пакистане, Кашмире через северную Индию и Непал, Сикким и Бутан до юго-восточного Тибета, северной Бирмы, Юньнани, Сычуани и Гуйчжоу, таким образом охватывая около 3000 км.

## Применение
Примула мелкозубчатая введена в культуру не позднее 1838 года. Этот вид первоцвета широко используется в садах и парках в качестве бордюрного растения, а также на клумбах, группами на газонах, на альпийских горках. 
Примула мелкозубчатая получила награду «За выдающиеся садовые качества» от Королевского садоводческого общества. 

## Агротехника

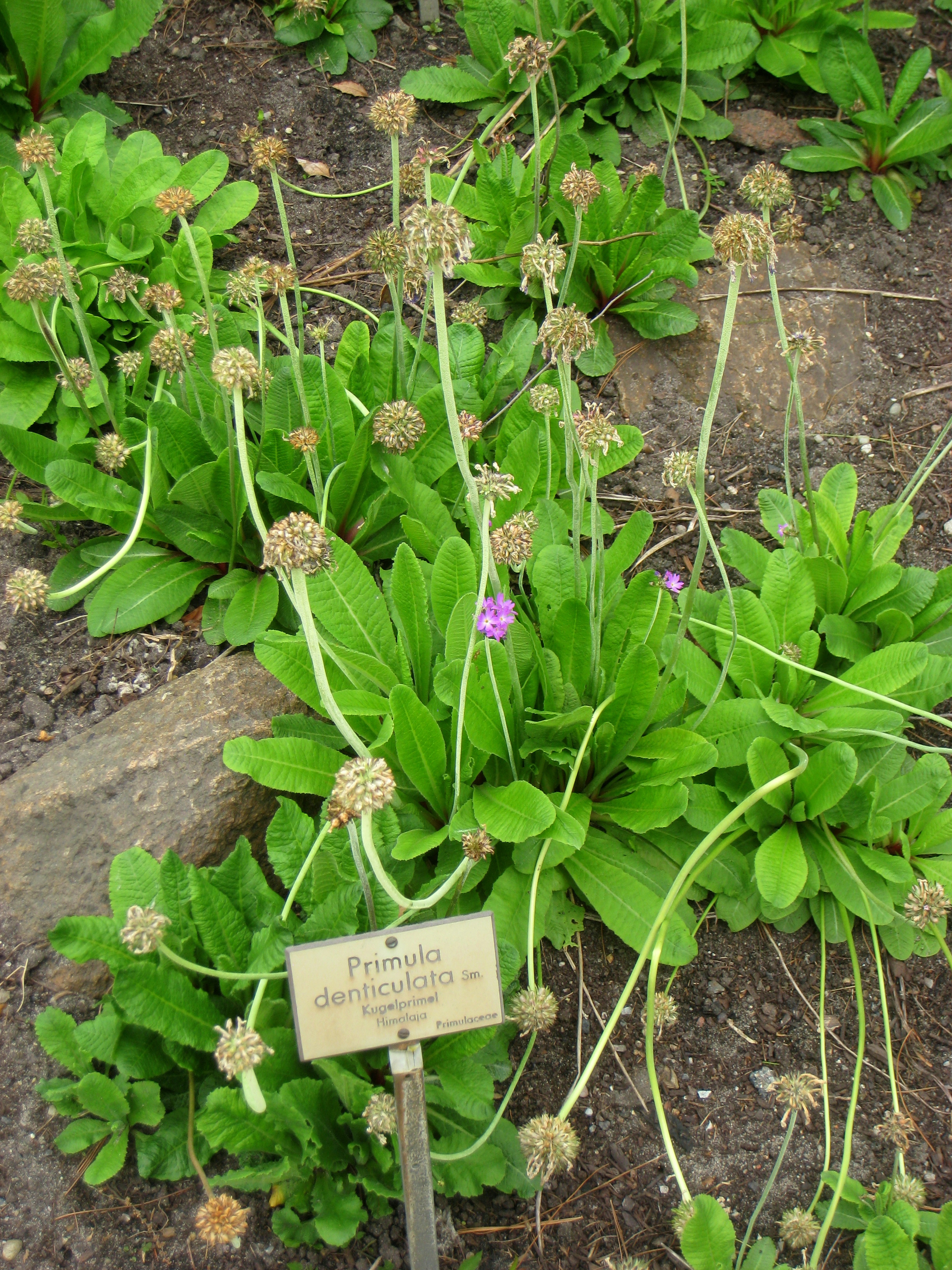
Общий вид растения в стадии плодоношения

В умеренном климате Primula denticulata является простым и распространённым в культуре видом. В дикой природе Primula denticulata растёт в схожих условиях, что и в обычном саду. Поэтому для выращивания не требуется приготовления специальных компостов и обеспечения особых условий выращивания. Это одна из немногих примул, которые процветают на «нормальной садовой почве», и поэтому она является постоянным компонентом большинства небольших садов, особенно на севере Англии, в Шотландии и Ирландии.

### Условия произрастания
Primula denticulata хорошо растёт на любой плодородной «обычной» садовой почве. Особенно хорошо растёт на тяжёлых плодородных почвах и не чувствительна к наличию извести в почве. Предпочитает плодородные, богатые гумусом хорошо дренированные почвы.
Чрезвычайно вынослива, переносит длительные зимние холода, как в Скандинавии, и не переносит только летней засухи, страдая особенно на лёгких сухих почвах. Любит полутень и обильный полив. 

### Вредители и болезни
P. denticulata кажется относительно невосприимчивой к большинству вредителей и болезней, поражающих примулы, хотя многократное деление может привести к потере силы роста, возможно, из-за накопления вирусов. Иногда он страдает от прикорневой гнили после жаркой погоды и может быть заражена скосарем одиночным.
Численность листовых розеток следует регулировать, так как при сильном загущении растения поражаются гнилями разного происхождения. Оптимально оставлять на каждой особи по 3–4 листовые розетки. В противном случае розетки при загущении приподнимаются над землей, что создает угрозу вымерзания. В условиях западной Европы вид морозостоек без укрытия.

### Размножение
Размножают растение семенами, делением и корневыми черенками. Примула склонна давать самосев, но при семенном размножении часто окраска цветков меняется и может тускнеть. 

## Вариативность
Размер растения в дикой природе сильно различается, по крайней мере, в 10 раз, не только в зависимости от высотной зональности, но и внутри популяции. Существуют карликовые формы, у которых может быть очень мало непропорционально крупных цветков на плоской головке. В остальном удивительно однородно в дикой природе в Гималаях, но в Китае встречается подвид P. denticulata subsp. sinodenticulata.

### Подвиды
Известно три подвида Первоцвета мелкозубчатого:
- Primula denticulata subsp. alba — с белыми цветками
- Primula denticulata subsp. denticulata
- Primula denticulata (Balf.f.&Forrest) Smith&Forrest subsp. sinodenticulata —  стебель при цветении непропорционально длинный, до 6х листьев. Бирма и Китай. Китайский материал в экстремальных формах очень длинноногий, до такой степени, которую никогда не видели в Гималаях. Однако в этих районах также встречаются многие промежуточные и типичные P. denticulata[2].

|                                                                  |  |  |  |  |
| Цветки у Первоцвета мелкозубчатого могут иметь различную окраску |  |  |  |  |

### Сорта
Существует множество сортов, некоторые из них:
- Альба (Primula denticulata 'Alba') — небольшие белые цветки (примерно 1,5 см в диаметре), соцветия размером до 10 см[10].
- Кашмериана (Primula denticulata 'Cashmeriana') — нежные сиреневые цветы, высота 15–20 см.
- Пинк (Primula denticulata 'Pink') — розовые соцветия[10].
- Blue Select (Primula denticulata 'Blaue Auslese') — сине-фиолетовые соцветия до 6 см диаметром[11][12].
- Лилак (Primula denticulata 'Lilac') — сиреневые соцветия.
- Пром Лилак (Primula denticulata 'Lilac') — сиреневые соцветия из улучшенной сортосерии Prom[13].
- Вайлет (Primula denticulata 'Violet') — яркие фиолетовые небольшие соцветия[10].
- Красная (Primula denticulata 'Rubra') — цветки пурпурно-красные, высотой до 30 см[14].
- Пром Дип Роуз (Primula denticulata  'Prom Deep Rose') — тёмно-розовая окраска из улучшенной сортосерии Prom[15].
- Рубин (Primula denticulata 'Rubin') — ярко-красные или розовые цветы, достигающие 6 см в диаметре[10].
- Dark Colours (Primula denticulata 'Dunkle Farben') — раскраска от ярко-сиреневого до пурпурно-фиолетового[16].

## Синонимы
- Primula adenophora Blatt. (1934)[2][17]

- Primula aequalis Craib (1918)[2][17]
- Primula alta Balf.f. & Forrest (1915)[2][17]
- Primula cachemeriana Munro[17]
- Primula cashmeriana Carrière[17]
- Primula cyanocephala Balf.f.[17]
- Primula denticulata f.[17]
- Primula denticulata Watt var. erosoides [17]
- Primula elata Buch.-Ham. ex D.Don[2][17]
- Primula erosioides Balf.f. & W.W.Sm.[17]
- Primula harsukhii Craib (1919)[2][17]
- Primula hoffmeisteri Klotzsch (1862)[2][17]
- Primula limnoica Craib (1919)[2][17]

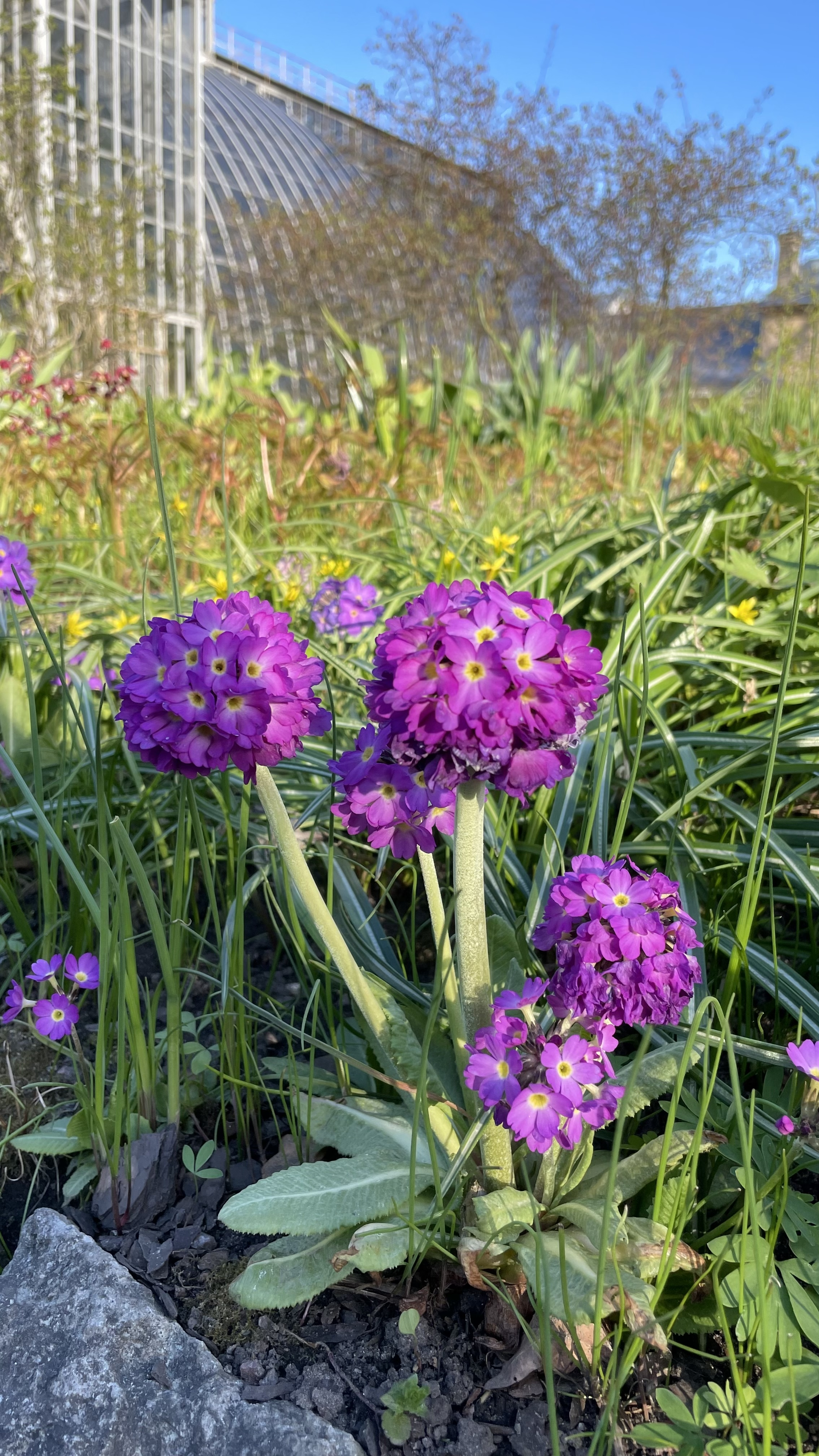
Примула мелкозубчатая в саду непрерывного цветения в Ботаническом саду Петра Великого

- Primula paucifolia (Hook.f.) Watt ex Craib (1918)[2][17]
- Primula platycrana Craib (1918)[2][17]
- Primula pulcherrima Pax[17]
- Primula sinodenticulata Balf.f. & Forrest (1920)[2][17]
- Primula telemachica Klatt (1868)[2][17]

## Токсичность
Примула зубчатая содержит контактные аллергены — примин и другие хиноны.